# Heterandrium biannulatum
Heterandrium biannulatum är en stekelart som beskrevs av Mayr 1885. Heterandrium biannulatum ingår i släktet Heterandrium och familjen fikonsteklar.
Artens utbredningsområde är Puerto Rico. Inga underarter finns listade i Catalogue of Life.